# Möbius Dick
Möbius Dick (с англ. — «Мёбиус Дик») — 15 эпизод 6 сезона мультсериала «Футурама».

## Сюжет
Профессор поручает команде новое задание: доставить на Землю памятник первому экипажу Planet Express, исчезнувшему полвека назад при таинственных обстоятельствах (кроме Зойдберга, который тоже входил в ту команду). Чтобы уложиться в график, Лила решает на обратном пути срезать дорогу через аномальную область пространства. Там команда обнаруживает кладбище космических аппаратов, среди которых и первый корабль Planet Express. Во время осмотра находки неподалёку открывается червоточина, из которой появляется гигантский пространственный кит-убийца, являющийся причиной гибели находящихся здесь судов. Животное атакует корабль Planet Express и проглатывает памятник.
Разъярённая Лила решает любой ценой уничтожить кита. Долгая погоня приводит к тому, что весь экипаж оказывается в желудке кашалота. Там Лила встречает сросшегося с телом кита командира предыдущего экипажа. Тот говорит, что кит питается одержимостью, и именно навязчивое желание капитанов уничтожить монстра стало причиной гибели обеих команд. Лила пытается бороться, но кит поглощает её.
Тем временем в офисе компании проходят поминки по всем погибшим экипажам. В разгар церемонии в небе возникает кит-убийца и заходит на посадку подобно кораблю. Появившаяся из его пасти Лила объясняет, что её стремление во что бы то ни стало доставить груз по назначению перебороло китовую волю и позволило управлять животным. Обе команды оказываются спасены.

## Персонажи
Список новых или периодически появляющихся персонажей сериала
- ЛаБарбара Конрад
- Двайт Конрад
- Лео и Инез Вонг
- Туранга Моррис и Туранга Мунда
- Скраффи

## Критика
«Мёбиус Дик» получил в основном положительные оценки критиков. Обозреватель IGN Роберт Каннинг высоко оценил серию, назвав её удачной во всех отношениях — и как весёлое космическое приключение, и как обильный источник шуток с отсылками к таким культурным явлениям, как «Моби Дик» Германа Мелвилла, «Lost» и множеству других.
Зак Хандлен из The A.V. Club поставил эпизоду оценку B+. Несмотря на благосклонное в целом отношение, Хандлен подверг эпизод критическому анализу и отметил «структурные проблемы», добавив, что «в нём полно хороших аллюзий, и основа сюжета помогла связать менее удачные шутки».